# Stone (album)
Stone è il sesto album in studio della band heavy metal americana Baroness. L'album è stato pubblicato il 15 settembre 2023 attraverso l'etichetta indipendente della band Abraxan Hymns ed è stato autoprodotto dalla band.

## Registrazione
In un'intervista a MetalSucks nel settembre 2020, Baizley ha notato che i Baroness avevano scritto circa 30 nuove canzoni per quello che sarebbe diventato il loro sesto album in studio. "Abbiamo iniziato a tenere riunioni su Zoom ogni lunedì sera, e soprattutto perché scriviamo da marzo o aprile", ha detto. "Stiamo parlando delle nuove cose che stiamo facendo, ovvero tutta la condivisione di file, tutti gli elementi di scambio delle canzoni, e [speriamo] sperando che quando ci riuniremo si consolidino." registrando il loro sesto album in studio in una casa per le vacanze in affitto a Barryville, New York.
Il PRP aveva dato una data di uscita prevista per l'inizio del 2021 per l'album, anche se alla fine ciò non sarebbe avvenuto. Il mese successivo, la band ha condiviso un EP live di quattro tracce intitolato Live at Maida Vale BBC - Vol. II sui servizi di streaming. L'EP era stato precedentemente pubblicato esclusivamente in vinile, essendo uscito l'anno precedente come parte del Record Store Day.
La band è tornata in tournée nel 2021, intraprendendo il tour "Your Baroness" attraverso il Nord America. Il tour era uno spettacolo su richiesta, con i fan che votavano quali canzoni volevano fossero eseguite. Il tour è continuato nel 2022, dove la band è stata anche in tournée in Europa e Nord America con band come Kvelertak, Mastodon, Killswitch Engage e Lamb of God. Il 18 ottobre 2022, I Baroness hanno annunciato che stavano pianificando di pubblicare un nuovo disco nel 2023.

## Tracce
1. Embers – 1:00
2. Last Word – 6:17
3. Beneath the Rose – 5:34
4. Choir – 4:05
5. The Dirge – 1:18
6. Anodyne – 3:19
7. Shine – 6:31
8. Magnolia – 7:48
9. Under the Wheel – 6:10
10. Bloom – 4:00